# Pomnik Ottona von Bismarcka w Poznaniu
Pomnik Ottona von Bismarcka w Poznaniu – posąg upamiętniający Ottona von Bismarcka, stojący do 1919 na obecnym placu Mickiewicza w Poznaniu, w obrębie Dzielnicy Cesarskiej.

## Geneza
Pomnik odsłonięto 11 października 1903. Autorem projektu był Gustav Eberlein – profesor Akademii Sztuk Pięknych w Berlinie, autor wielu prestiżowych pomników w Cesarstwie Niemieckim, szczególnie o wymowie narodowej. Artysta był wtedy u szczytu kariery, pracował m.in. w Rzymie, Nowym Jorku i Buenos Aires. W tym czasie zrealizował m.in. dwa ważne zadania: pomnik Richarda Wagnera dla Berlina i pomnik Johanna Wolfganga von Goethego dla Rzymu. Eberlein przygotował swoje dzieło już 1 listopada 1902, ale z uwagi na prace urbanistyczno-budowlane, trwające w tworzonej dopiero Dzielnicy Cesarskiej, odsłonięcie opóźniło się o około rok. 
Otto von Bismarck obchodził swoje 80. urodziny w 1895. Wówczas (zresztą wcześniej także) stał się obywatelem honorowym wielu niemieckich miast, jednak na wschodzie Cesarstwa nie cieszył się szczególnie wielką popularnością, a już zwłaszcza w Poznańskiem. Z uwagi na fakt, że władze centralne postanowiły nadać Poznaniowi rangę stolicy niemieckiego wschodu – miasta o monumentalnym charakterze, postanowiono umieścić tu (oprócz wielkiej architektury) kilka pomników o jednoznacznie niemieckiej i triumfującej wymowie. W 1900 ukonstytuował się komitet budowy pomnika, w którym zasiedli przedstawiciele miasta i członkowie Hakaty. Nigdy Rada Miejska nie uzyskała pełnej zgodności co do poparcia tego projektu, nawet nie wszyscy poznańscy Niemcy byli entuzjastami postawienia pomnika. Polacy odnosili się do pomysłu z jednoznaczną dezaprobatą, ale nie mieli wystarczającej siły przebicia w odpowiednich głosowaniach. Datki składała przede wszystkim warstwa niemieckiego oświeconego mieszczaństwa, silnie związana z ideami bismarckowskimi, jak również Niemcy z innych miast Cesarstwa, m.in. z Berlina, Magdeburga, Erfurtu, Drezna czy Hamburga.

## Odsłonięcie i forma
Pomnik odsłonili Herbert von Bismarck – najstarszy syn Ottona, w towarzystwie małżonki oraz Heinrich Tiedemann – współzałożyciel Hakaty. Monument przedstawiał Bismarcka w buńczucznej pozie stojącej, w mundurze kirasjerskim, z kirasjerskim pałaszem w dłoni, w pikielhaubie. Drugą dłoń wspierał na dębowym korzeniu, na którym leżała mapa Poznańskiego. Postać stała na lakonicznym, prostym cokole, co pozwalało skierować pełną uwagę na kanclerza. 
Pomnik przedstawiany był na licznych pocztówkach wydawanych do 1919.

## Dzieje po 1918
W 1907 pomnik przeszedł renowację. Po powstaniu wielkopolskim i wyzwoleniu Poznania, w marcu 1919, polskie władze postanowiły usunąć wszystkie niemieckie pomniki z miasta, a Bismarcka w pierwszej kolejności (pomnik był zresztą często obrzucany kamieniami przez spacerujących poznaniaków, tak że w końcu trzeba było wystawić straże). W nocy z 3 na 4 kwietnia 1919 pomnik zrzucono z cokołu (wraz z kilkoma innymi) i przewieziono do składnicy złomu na ulicy Masztalarskiej. Przetrwał tam aż do 1930, kiedy to przetopiono go na figurę Chrystusa Króla, która stanowiła zasadniczą część Pomnika Wdzięczności Najświętszemu Serca Pana Jezusa. Stanął on w miejscu, gdzie wcześniej stał Bismarck. Głowę Kanclerza przetopiono na figurę Jana Baptysty Quadro (wydać mistrzowi głowę Bismarcka celem należytego wykorzystania jej), zniszczoną potem przez Niemców. Zniszczyli oni także pomnik Wdzięczności Najświętszemu Serca Pana Jezusa.

## Popiersie
23 kwietnia 1941 ustawiono popiersie Bismarcka w Collegium Minus z okazji otwarcia Reichsuniversität Posen. Było ono darem Uniwersytetu Technicznego w Berlinie.

## Dziś
Obecnie w przybliżonym miejscu pomnika Bismarcka stoi Pomnik Ofiar Czerwca 1956 (nieco bardziej na północ).